# Гройсен
Гройсен (нем. Greußen) — город в Германии, в земле Тюрингия. 
Входит в состав района Кифхойзер. Подчиняется управлению Гройссен.  Население составляет 3748 человек (на 31 декабря 2010 года). Занимает площадь 19,15 км². Официальный код  —  16 0 65 023.